# Tragédia a Pulse szórakozóhelyen
A kocsani „Pulse” szórakozóhelyen történt tűzeset 2025. március 16-án, vasárnap éjjel tört ki Szkopjétól 130 kilométerre, keletre. Észak-Macedóniában az 1992-es függetlenség elnyerése óta ez volt a legsúlyosabb szerencsétlenség szórakozóhelyen, valamint a bukaresti Colectiv-tragédia óta a legtöbb áldozatot követelő eset a balkáni régióban. Macedóniában ugyanakkor az 1993-as, Szkopje közelében történt légikatasztrófa óta (83 halottal) a Pulse-tragédia a legnagyobb polgári szerencsétlenség.
Az előzetes vizsgálatok szerint nem megfelelően használt pirotechnikai eszközök idézték elő a tüzet. A helyszínen 59-en vesztették életüket és 196-an sérültek meg (közülük 20-an kiskorúak), utóbbiak közül 22 ember került súlyos, válságos állapotba.

## A szerencsétlenség
A Pulse szórakozóhely Kocsani ipari területén feküdt, és egy egyemeletes épületben kapott helyet, amely korábban szőnyegraktár volt.
A tűzeset napján egyes források szerint 500, más források szerint 1500 ember is tartózkodhatott a helyszínen, akik a DNK nevű hiphop duó koncertjére érkeztek kora hajnalban. A helyszínen videófelvételek is készültek, amelyeket nemsokkal később a BBC és The Guardian is közzétett az interneten.
Az előadás során két, épp kialvó csillagszórós fáklya szikráitól lángra kapott a mennyezet, melynek láttán a zenekar egyik tagja gyorsan felszólította a közönséget, hogy hagyják el a helyszínt. A résztvevők elindultak az egyetlen kijárat felé, a gyorsan terjedő lángok és füst következtében azonban tumultus alakult ki.
A mentők és tűzoltók nagyjából 7 perc alatt értek a helyszínre, és azonnal segítséget kértek Vinicából, Stipből, Probistipből, valamint Szveti Nikoléból is. A tüzet az egységek rövid idő alatt eloltották.

## Halottak és sebesültek
Az első hírek 59 halottról szóltak. 155-nél is többen kerültek kórházba (a pontos szám végül 196 lett), és mivel Kocsani kórháza nem volt felkészülve ennyi sérült fogadására, sokukat Szkopjéba vagy Stipbe kellett szállítani. Hogy a szállítást minél gyorsabbá tegyék, más macedón városokból rendeltek a helyszínre járműveket (Stip, Szveti Nikole, Probistip, Vinica, Makedonszka Kamenica, Delcsevo, Pehcsevo, Berovo, Velesz, Szkopje). A mennyezet égésekor rákkeltő azbeszt is a levegőbe került. Azoknak a sérülteknek, akik ezt belélegezték, nagy valószínűséggel maradandó károsodást okozott, mivel életük végéig fennállhat esetükben a mellhártya daganatos megbetegedésének kialakulása.
27 égési sérültet, akiknek az állapota kritikus, az ohridi Szt. Naum Kórházba szállítottak. Többek állapota olyannyira válságos volt, hogy az egészségügyi szakemberek nem tartották kizártnak a halálos áldozatok számának emelkedését.
A helyszíni azonosítást nehezítette, hogy számos elhunyt személynél nem voltak személyi okmányok. A halottak 14 és 24 év közötti fiatalok voltak. Pancse Toskovszki macedón belügyminiszter sajtótájékoztatóján elmondta, hogy az áldozatok között legalább három kiskorú van, és mintegy 20 ugyancsak kiskorú személy sérült meg.
A tűzben életét vesztette a DNK egyik tagja, Andrej Gjorgjievszki, az együttes fotósa, Alekszandar Efremov, továbbá Szara Projkovszka háttérénekes, Gjorgji Gjorgjiev dobos és Filip Sztevanovszki billentyűs. A másik énekes, Vladimir Blazsev égési sérüléseket szenvedett az arcán és a kezén. A halottak között volt egy, a helyszínen, civilek közt elvegyült rendőr, aki esetleges kábítószer-fogyasztókra és -terjesztőkre figyelt.

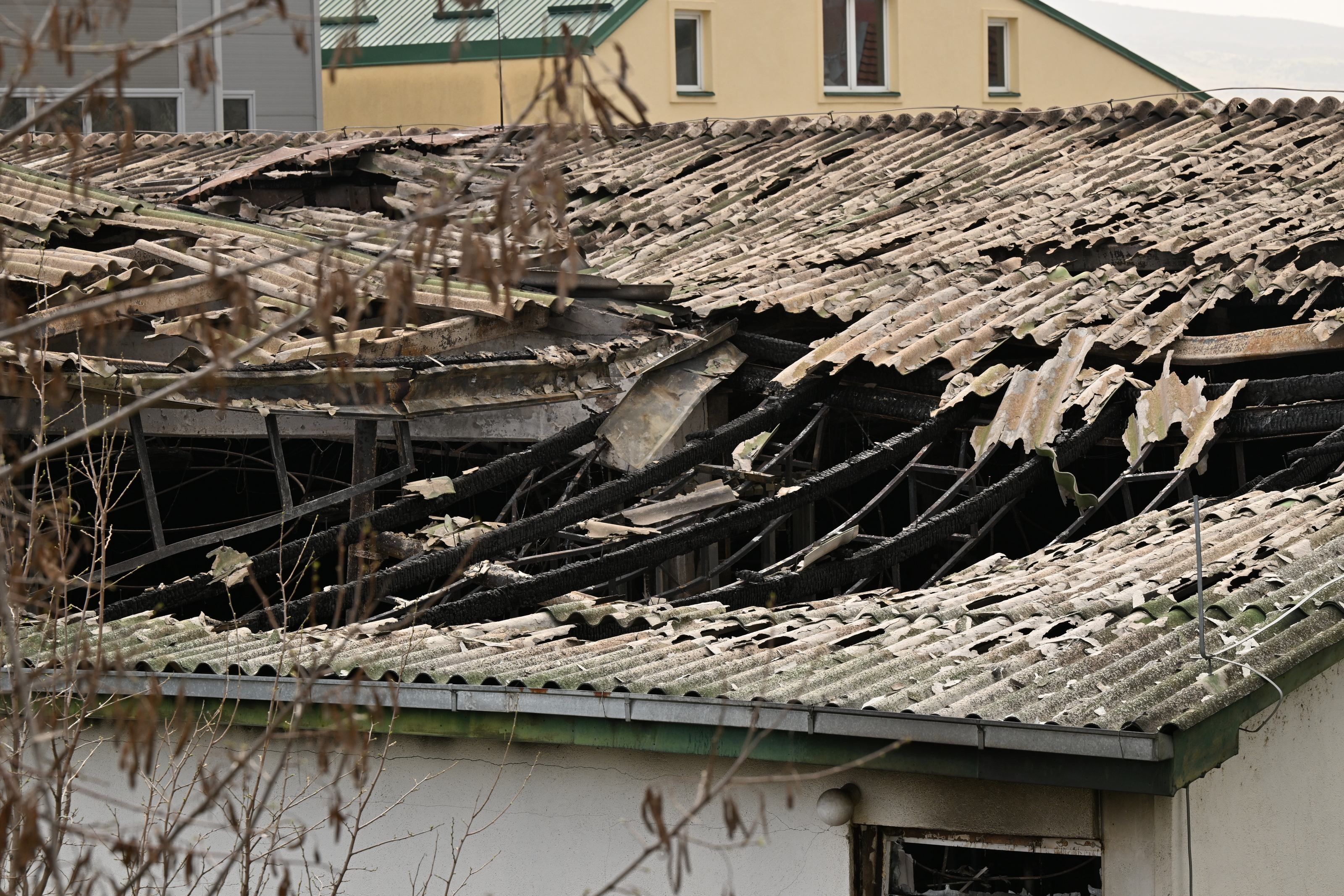
A Pulse megsemmisült tetőszerkezete

A KF Skupi nevű macedón labdarúgó csapat egyik helyszínen tartózkodó játékosa, Andrej Lazarov a mentést próbálta segíteni, amely során füstmérgezést szenvedett, amibe röviddel később belehalt. Rajta kívül még egy másik labdarúgó, Damjan Taneszki, aki Stipben volt kapus, valamint a Basket Dino Delicatessen kosarasa, Petar Ivanovszki is életét vesztette a tűzben.
Szemtanúk szerint Gjorgjievszki szintén akkor halt meg, amikor sebesülten visszatérve próbált segíteni a bajbajutottakon.
Az égési sérüléseken és füstmérgezéseken túl többen azért vesztek oda, mert a pánik miatt kialakult tumultusban agyontaposták őket.
A vajdasági Szabad Magyar Szó nevű hírportál március 17-én beszámolt egy olyan halálesetről, amely ugyan nem tartozik a tűzeset áldozatai közé, viszont azokhoz kapcsolódik: Ile Gocsevszki, egy tizennyolc éve dolgozó 41 éves macedón mentőautó-sofőr, aki sérülteket szállított a kocsani kórházba, az átélt stressz következtében szívmegállásban hunyt el. A sofőr halála nyomán Arben Taravari macedón egészségügyi miniszter ígéretet tett, hogy javítja a mentőautókat vezetők munkakörülményeit, fizetését, mert munkájukat az elmúlt időszakban gyakran figyelmen kívül hagyták. Bejelentették továbbá, hogy az elhunyt Gocsevszkit posztumusz kitüntetésben fogják részesíteni.
A halottak azonosítása március 20-án fejeződött be. Azoknak az áldozatoknak a temetését, akik helybeliek voltak, a kocsani önkormányzat szervezte meg.
Április 4-én egy Litvániában, a vilniusi kórházban ápolt fiatal férfi, Alekszandar Karadakoszki halt bele a sérüléseibe, ahová még március 16-án szállították át Ohridból. Ezzel 60-ra nőtt a Pulse áldozatainak száma. Karadakoszki teste 36-40%-a égett meg, másod- és harmadfokú égési sebei voltak, melyek ráadásul elfertőződtek, sőt légzőszerveinek mintegy 90%-a is súlyosan károsodott a helyszínen belélegzett forró füst miatt, így ő volt a legkritikusabb állapotban a külföldön ápolt sérültek közül. Állapota április 1-jétől romlott, veseműködése leállt, végül szervezete feladta a küzdelmet. Halálának közvetlen oka a belső légutakat ért súlyos égési sérülések voltak.
Karadakoszki halála idején ugyanakkor már öt, észak-macedóniai kórházakban ápolt sérültet hazaengedtek. Magyarországról április 15-én szállították vissza hazájába az utolsó ott kezelt sérültet, akit korábban az intenzív osztályon ápoltak.

## Következmények

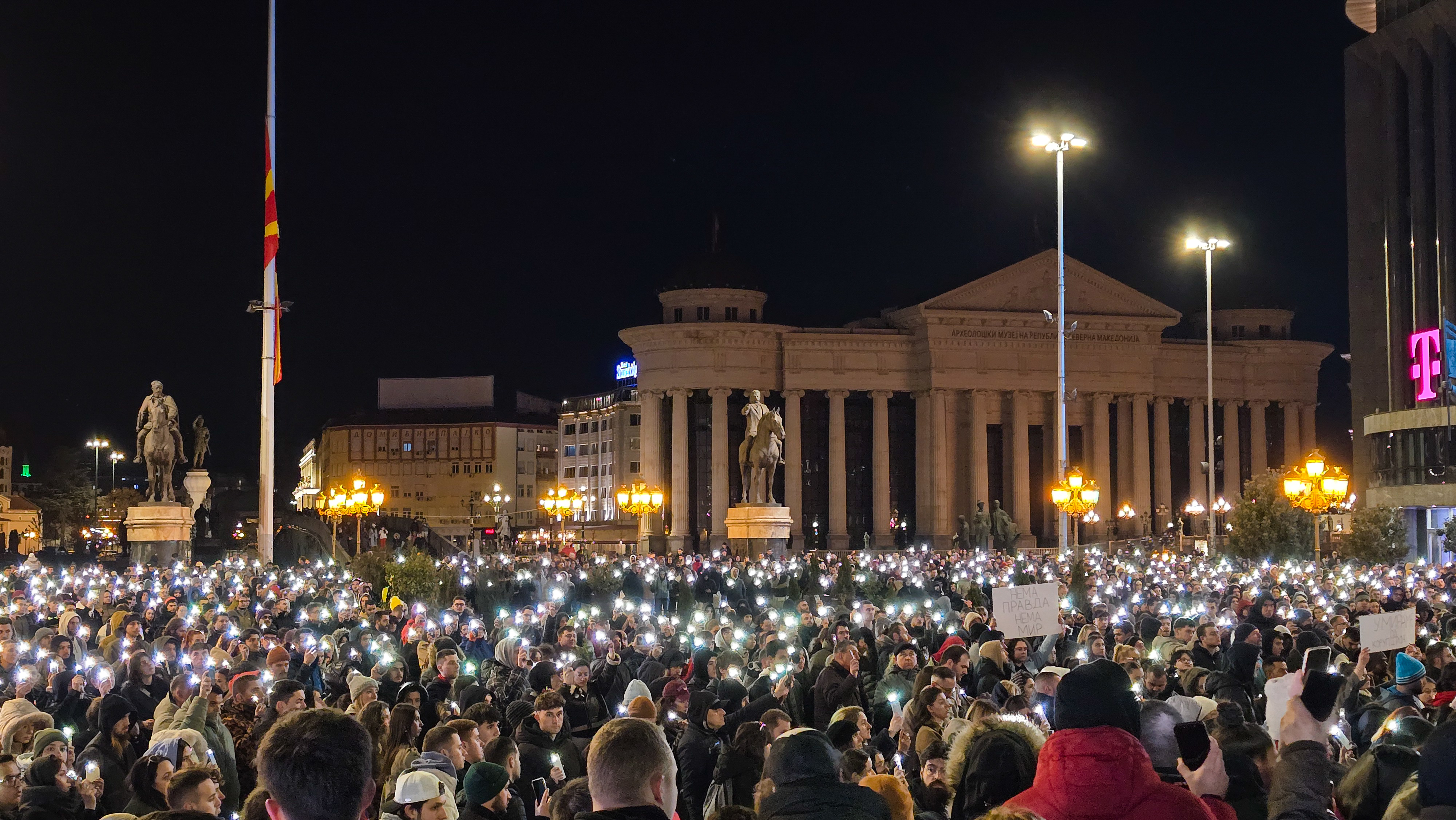
A szkopjei Plostad Makedoniján (Macedónia tér) zajló korrupcióellenes és megemlékező demonstráció március 18-án

A hatóságok azonnal őrizetbe vették a Pulse tulajdonosát, Dejan (Deko) Jovanovot és vizsgálni kezdték a szórakozóhely működési engedélyeit is. Előbb négy, majd később húsz ember ellen adtak ki elfogatóparancsot. Toskovszki belügyminiszter szerint néhány gyanúsított is az áldozatok között van.
A tulajdonos, Jovanov a szerencsétlenség idején maga is a helyszínen tartózkodott. A tűz kitörésekor szemtanúk szerint sietve elhagyta a lokált, mialatt nagy mennyiségű pénzt is magával vitt onnan, nehogy megsemmisüljön a tűzben, vagy ellopják. Napokkal később felesége is lánya is letartóztatásba került, mert a gyanú szerint részt vettek a hamis engedélyek beszerzésénél.
Őrizetbe vették a koncertszervezőt, de gyanúsítottak között szerepel egy korábbi illetékes államtitkár, Razmena Csekity Durovity, illetve egy védelemért felelős igazgatósági vezető és annak néhány munkatársa. továbbá Kresnik Bektesi volt gazdasági miniszter is. Toskovszki szerint a Pulse szórakozóhelynek nem volt működési engedélye, sőt korrupció útján tudott üzemelni. A hatóságok úgy vélik, hogy Durovity hamisította azokat a dokumentumokat, amelyek látszólag lehetővé tették a Pulse működését.
A szkopjei kormány ugyanakkor országosan is átfogó vizsgálatot rendelt el más szórakozóhelyeken, a március 16.-i rendkívüli ülésén. A vizsgálat hamar felderítette, hogy egész Észak-Macedóniában csak 22 szórakozóhely bír valódi, törvényes engedélyekkel. Még a kocsani tragédiát megelőző napokban is kiadtak egy hamis engedélyt, egy szkopjei szórakozóhelyre.
A tragédia másnapján a macedón államügyész, Ljupcso Kocevszki további részleteket hozott nyilvánosságra a tragédiáról: eszerint a szükséges engedélyek hiányán túl más, elképesztő hiányosságok voltak az épületben. A Pulse tűzjelzőrendszerrel nem bírt, két tűzoltókészülék volt csupán kéznél, ezenfelül be volt zárva a vészkijárat, továbbá egy másik hátsó ajtó is, amelyen belülről nem volt kilincs. Emellett az egész épület tele volt gyúlékony anyagokkal, sőt a pirotechnikai eszközöket engedély nélkül használták zárt térben. Az épület korábban több átalakításon esett át, amelyre szintén volt engedély, sőt gyúlékony zajszűrő anyagokat építettek be, melyek szintén segítették a tűz gyors terjedését. Az ablakokon rácsok voltak, s mindennek tetejében a megengedettnél legalább kétszer annyian tartózkodtak a helyiségekben. Mivel az épület eredetileg raktár volt, könnyűipari használatra szolgált, s nem rendezvényekre tervezték, ezért 250 főnél több ember nem is tartózkodhatott volna a helyiségekben.
A szerencsétlenség ezekből a szempontokból is nagyon hasonló a bukaresti, 2015-ös, a Colectiv-szórakozóhelyen történt tűzhöz.
A nyomozás előrehaladtával újabb személyek, így rendőrtisztek is letartóztatásba kerültek, hét személy Kocsaniból és Stipből, akik részt vettek a hamis engedélyek kiállításában. Március 21-re már 34-re emelkedett a tragédia kivizsgálásának ügyében letartóztatottak száma, akik között nagyon sok minisztériumi dolgozó volt. A nyomozást kiterjesztették mindazokra a politikusokra, akik Kocsanit 2009 óta vezették, ezért a város három korábbi polgármestere is letartóztatásba került.
A Litvániában elhunyt kocsani illetőségű Alekszandar Karadakoszki nemcsak a tűz áldozata, de a szerencsétlenség ügyében folytatott nyomozás gyanúsítottja is, aki a Pulse-nak társtulajdonosa, így az aznapi rendezvény szervezője is volt. Karadoszki vezetett továbbá egy kávézót is városban, amelynek neve MMMM Coffee Dochel. Papíron ugyan ő volt a Pulse vezetője illetve menedzsere is, de a tényleges tulajdonosnak Dekanov számított. Halála miatt a hatóságok rövidesen lezárják az ellene zajló nyomozást.

## Reakciók
Az ország miniszterelnöke, Hrisztijan Mickoszki egyhetes gyászt hirdetett az egész országban, aki tömeggyilkosságnak nevezte a történteket.
Magyarország részéről Szijjártó Péter külügyminiszter fejezte ki együttérzését a magyar nép nevében.
Gordana Sziljanovszka-Davkova, az ország elnöke Ohridban külön meglátogatta az ott ápolt sérülteket.
Külön részvétüket fejezték ki az Európai Unió, Azerbajdzsán, Fehéroroszország, Bulgária, Horvátország, Görögország, Olaszország, Moldova, Montenegró, Lengyelország, Románia, Szerbia, Szlovénia, Törökország, Ukrajna, az Amerikai Egyesült Államok, Oroszország, Bosznia-Hercegovina, Csehország, Grúzia, Izrael, Lettország, Litvánia, Koszovó, Szlovákia és Svédország politikusai. Az említett országok támogatást is ajánlottak a macedón hatóságoknak. Külön részvétét fejezte ki Ferenc pápa katolikus egyházfő. Szerbia március 18-ra nemzeti gyásznapot hirdetett. Montenegró március 17-re hirdetett ugyancsak gyásznapot.

### Nemzetközi segítség

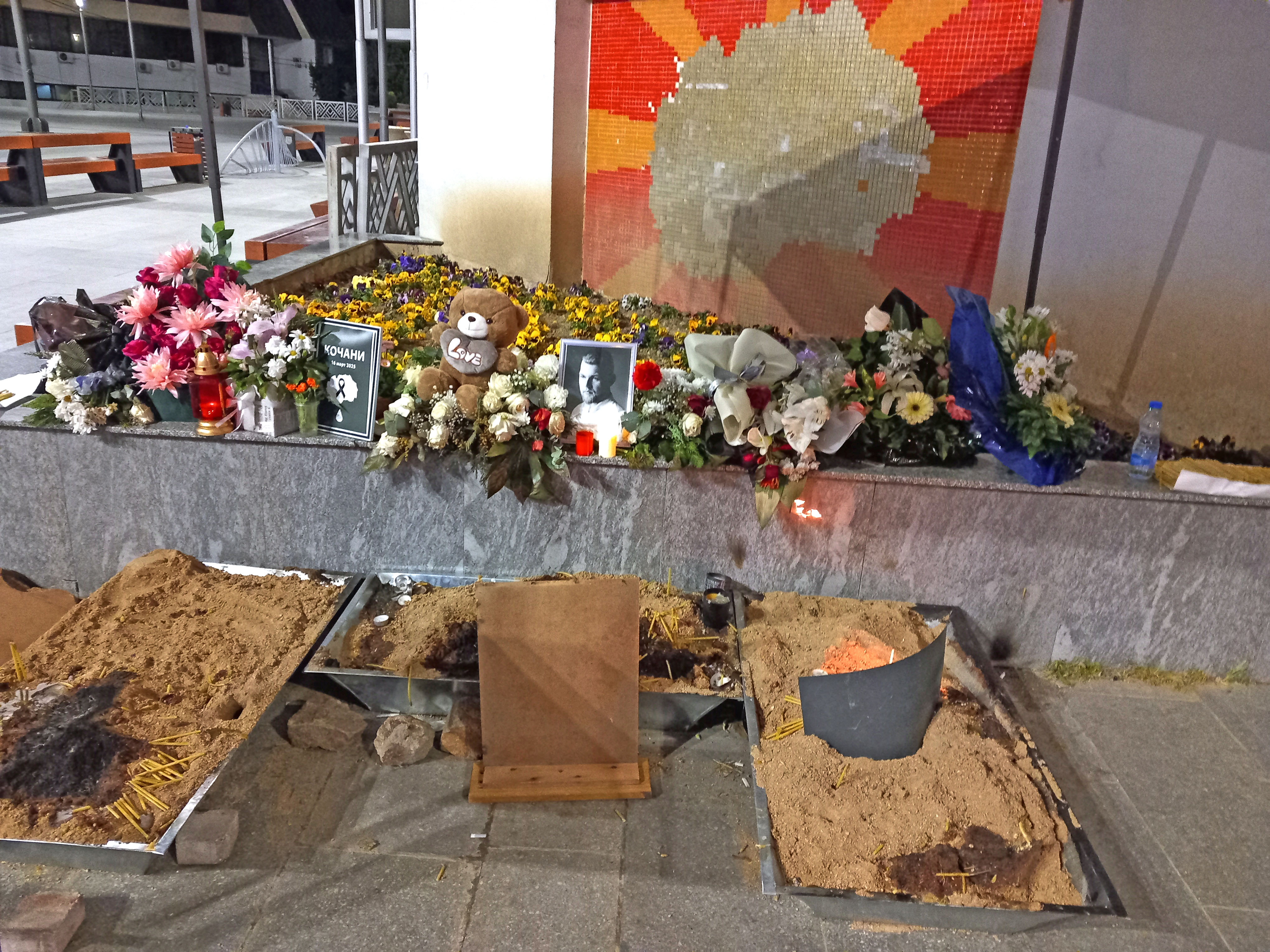
Gjorgjiev és más áldozatok emlékére elhelyezett virágok, mécsesek és egyéb tárgyak Sztrumicában

A gyengén felszerelt kocsani kórház nem volt elegendő a rengeteg sérült ellátására: az intézmény nem bírt elegendő ággyal és szállító járművel sem, ami szükségessé tette az erősítés kirendelését az ország más városaiból. Még a civilek is segédkeztek a sérültek elszállításában, többen saját gépjárművüket használták erre. Rengeteg halott feküdt a kórház folyosóin.
A szkopjei kormány nemzetközi segítséget emiatt kért a sérültek ellátásához. A magyar belügyminisztérium egészségügyért felelős államtitkára, Takács Péter 19 sérült átvételét ajánlotta fel. A macedón hatóságok gyors, azonnali egészségügyi segítséget kaptak a szomszédos Albániából, Görögországból, Szerbiából és Bulgáriából. A bolgárok nyolc súlyos sérültet Alenia C-27J Spartan típusú katonai gépeken szállítottak szófiai és várnai kórházakba, további ötöt Szófiába és Plovdivba mentőautókon. A görögországi Szalonikiban is már aznap 5 sérültet fogadtak.
A magyar segítségét felajánlását követően a külügyminisztérium rögvest egyeztetett a macedón társszervekkel és az első sérülteket már másnap hajnali 3 óra körül meghozták a Liszt Ferenc nemzetközi légikikötőbe, Budapestre. A két húsz év körüli, Magyarországra szállított sérültet (egy fiút és egy lányt) a Magyar Honvédség Egészségügyi Központjába vitték, az ottani központi aneszteziológiai és intenzív terápiás osztályra. Mindketten égési sérülést és füstmérgezést szenvedtek, egyikük állapota súlyos, másikuké életveszélyes. A nap folyamán még további négy macedón sérült érkezett Magyarországra.
Időközben Horvátország, Norvégia, Szlovénia, Ausztria és Románia is fogadott sérülteket, illetve egészségügyi segítség érkezett Csehországból és Izraelből. A szlovén kormány több mint félmillió euró pénzügyi segítség folyósításáról is döntött Észak-Macedónia részére. Ugyanakkor román segítséggel bizonyos sérülteket Litvániába szállítottak, míg a Magyarországra hozott sérültek egy részét luxemburgi segítséggel hozták.
Március 19-én, hajnalban a honvédség Airbus A319 szállítórepülőgéppel hozott Budapestre további sérülteket, akiket szintén a Honvédkórházban kerültek kezelés alá.
Belgium március 19-én egy speciális orvosi egységgel, a B-FAST-al szállított át Észak-Macedóniából négy sérültet.
Március 20-án Spanyolország is vállalta hét sérült kezelését.

### Tüntetések

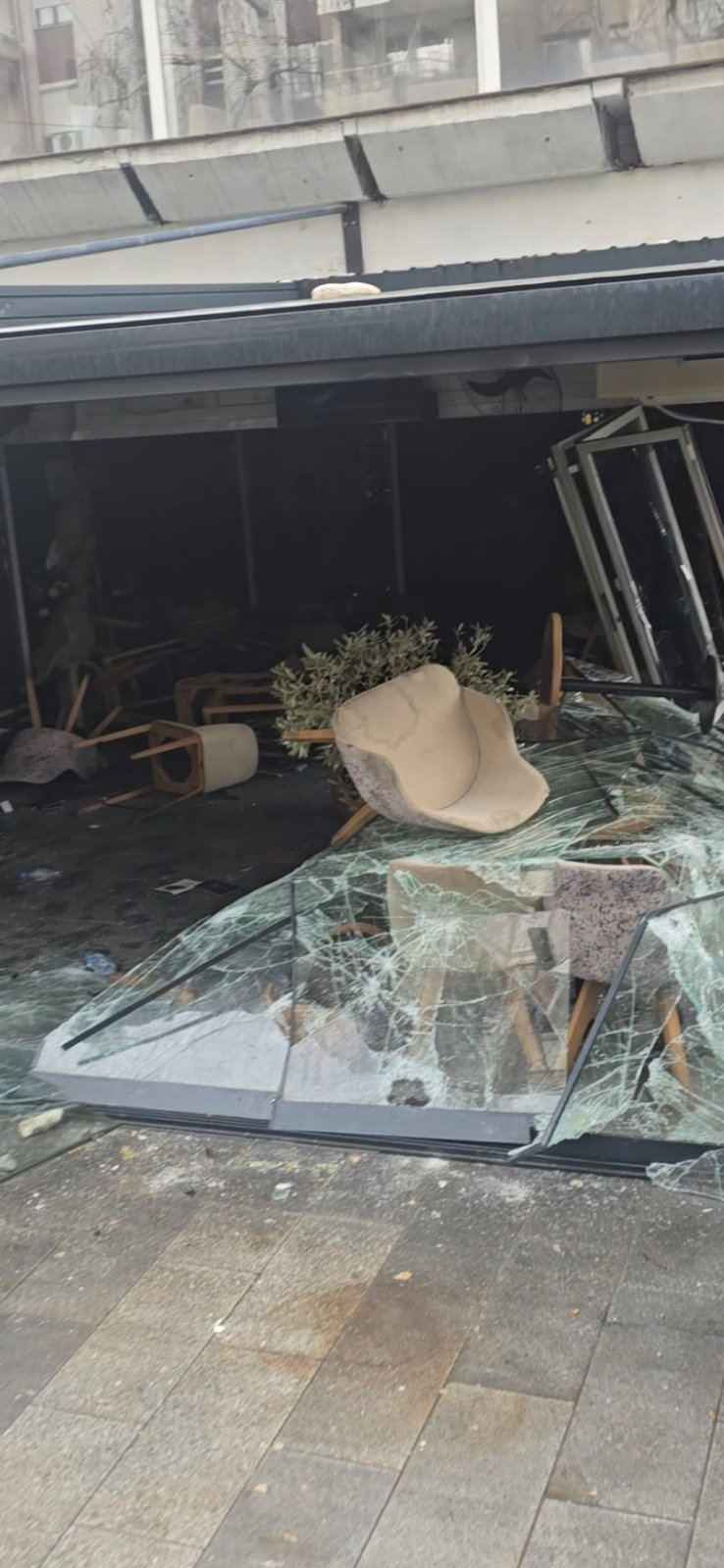
A kocsani demonstrálók által megrongált Classic kávézó

Bár a macedón hatóságok ígéretet tettek arra, hogy a korábbi, hasonló esetekkel ellentétben a felelősök most nem kerülhetik el az igazságszolgáltatást, ennek ellenére már március 16-án, este spontán tüntetések kezdődtek Kocsanin kívül más macedón városokban is (Stip, Vinica, Sztrumica, Gevgelija, Bitola, Kavadarci, Tetovo, Veles, Kumanovo). Egy Kocsaniban békésnek induló, megemlékezéssel kísért tiltakozás elfajult, amikor a résztvevők közül néhány fiatal tojással dobálta meg a helyi önkormányzat épületét és követelték a város polgármesterének, Ljubcso Papazovnak a lemondását. Az emberek másik része a közeli Classic kávézót forgatta föl és felborított egy ott álló járművet, mivel az üzlet tulajdonosa szintén a Pulse-nak dolgozott. Kisebb incidens a rendőrséggel is történt, de nem került sor komolyabb összetűzésre. Az események hatására végül Papazov bejelentette lemondását.
Stipben azért vonultak utcára egyetemisták és középiskolások, mivel a Kocsaniban meghalt áldozatok közül öten stipiek voltak. Sztrumicában, ahonnét Gjorgjiev származott, a felelősök megbüntetését követelték a tüntetők.
Március 18-án az ország szinte minden városában tömegek vonultak utcára megemlékezni a tragédia áldozatairól és követelték a felelősök megbüntetését. A demonstrációkat többnyire fiatalok szerveztek, de minden korosztályból voltak résztvevők. A szkopjei Plostad Makedonijá-n (Macedónia tér) is több ezer fős tömeg gyűlt össze, ahol történt egy kisebb incidens, mivel a macedón rendőrség újságírókat vett őrizetbe, köztük a Reuters munkatársait, mondván, hogy engedély nélküli drónfelvételeket készítettek. Hasonló eset történt Kocsaniban, ahol a rendőrök a bolgár televízió tudósítóit állították elő drónok alkalmazása miatt.
A tüntetések nem pusztán csak a kocsani tragédia miatti felháborodásból adódtak, a résztvevők tiltakoztak az egész országot átszövő korrupció ellen is, amely lehetővé tette a Pulse engedély nélküli és az előírásokat teljesen hanyagoló működését. A macedón ellenzék részéről a Macedóniai Szociáldemokrata Szövetség szerint a kormány is felelős a korrupcióért, ezért Pancse Toskovszki lemondását is követelte, melyre Mickoszki miniszterelnök úgy válaszolt, hogy az ellenzék kihasználni törekszik a helyzetet a kormány gyengítése érdekében.

### Külföldi megemlékezések
Több külföldi országban zajlottak az észak-macedóniaival egy időben megemlékezések az áldozatokra. Szerbiában Belgrádban, Nišben, Kragujevacban és Valjevóban; Szlovéniában Ljubljanában és Koperben; Németországban Nürnbergben és Mannheimban; Máltán Vallettában; Franciaországban Párizsban; Bulgáriában Szófiában; Horvátországban Zágrábban; Görögországban Szalonikiben; Ausztráliában Perthben, Sydneyben és Melbourneben.

## Az áldozatok búcsúztatása
Március 20-án Stip és Kocsani városában, valamint Oblesevóban zajlott az onnan származó áldozatok temetése. A szertartást István ohridi és macedón pátriárka vezette, amely speciális eljárás keretében, erős rendőri védelem mellett zajlott le, kizárólag az áldozatok hozzátartozói lehettek jelen. Az intézkedéseket indokolta, hogy Kocsani temetője kicsi és szűk, ezért külső szemlélők csak távolról állva róhatták le kegyeletüket.
Kocsaniban 31 személyt helyeztek örök nyugalomra a temetőben.
A médiát felszólították, hogy ne fényképezze a gyászolókat, se az áldozatok koporsóit, sem pedig azok sírhelyét. Emiatt botrányt okozott, hogy néhány külföldi médium, így a szerb sajtó részéről a Republika, a Blic, a Kurir vagy az Alo! mégis közzétettek ilyen képeket. Tettük még Szerbiában is méltatlankodást váltott ki.
A DNK együttes tagjai közül Andrej Gjorgjievszkit Butelben, Szara Projkovszkát Gorno Liszicsében, Szkopje mellett, Gjorgji Gjorgjievet Sztrumicában, míg Filip Sztevanovszkit, Alekszandar Kolarovot és Alekszandar Efremovot Stipben temették el.
A tragédia többi áldozatát a fővárosban, Szkopjéban búcsúztatták.
Három nappal Karadakoszki halála után egy másik, szintúgy Litvániában kezelt sérült, a 29 éves, probistipi Alekszandar Gligorovszki hunyt el, így ő lett a tragédia 61. áldozata.
Április 17-én a Belgrádban ápolt 24 éves, Kocsaniból származó Sztojancse Sztefanov is meghalt, ő lett a tragédia 62. áldozata.

### Az elhunytak névsora
| Név                      | Születési év |
| ------------------------ | ------------ |
| Adrijan Zsivkov          | 2000         |
| Alekszandar Alekszov     | 1986         |
| Alekszandar Efremov      | 1992         |
| Alekszandar Gjorgjiev    | 1991         |
| Alekszandar Gligorovszki | 1996         |
| Alekszandar Karadakoszki | 1996         |
| Alekszandar Kolarov      | 1981         |
| Alekszandar Petrov       | 1999         |
| Alekszandar Sztojanov    | 1986         |
| Ana Koceva               | 2004         |
| Andrej Lazarov           | 1999         |
| Andrej Panov             | 2000         |
| Andrej Sztojanov         | 2000         |
| Andreja Gjorgjievszki    | 1982         |
| Bojana Zakova            | 1997         |
| Bozsidar Minov           | 2001         |
| Damjan Taneszki          | 2006         |
| Dime Dimitrijev          | 1994         |
| Dimitar Ivanov           | 2008         |
| Dragana Minova           | 2008         |
| Filip Ivanovszki         | 2008         |
| Filip Sztevanovszki      | 1988         |
| Gjorgji Gjorgjiev        | 2000         |
| Gjorgji Vaszilkov        | 1999         |
| Gjorgji Velicskov        | 1994         |
| Gordan Petrusov          | 2001         |
| Ice Andonov              | 2003         |
| Igor Velkov              | 1980         |
| Igorcse Gorgiev          | 1976         |
| Ivan Trajcsev            | 2000         |
| Ivan Velicskov           | 1998         |
| Ivona Antova             | 2003         |
| Jordancso Gjamov         | 1993         |
| Jove Vladimirov          | 1993         |
| Keti Milkovszka          | 1999         |
| Leonid Velkov            | 2007         |
| Lepa Taszeva             | 1998         |
| Marija Sopova            | 1997         |
| Marija Sztrezoszka       | 2001         |
| Martin Atanaszovszki     | 1996         |
| Matej Markovszki         | 2007         |
| Monika Szpaszova         | 1998         |
| Monika Sztoimenova       | 1999         |
| Nadica Naunova           | 2007         |
| Nikola Naszevszki        | 2007         |
| Pavel Hrisztovszki       | 2004         |
| Petar Ivanovszki         | 2004         |
| Szanja Hrisztova         | 1999         |
| Szara Alekszova          | 2006         |
| Szara Jordanova          | 2007         |
| Szara Projkovszka        | 1977         |
| Szpiro Sztoimenov        | 1998         |
| Sztefan Taszevszki       | 1988         |
| Sztefanija Alekszova     | 2004         |
| Sztefanija Szokolova     | 2005         |
| Sztojancse Sztefanov     | 2001         |
| Sztojancso Sztojanov     | 1988         |
| Tomasz Zlatkov           | 2003         |
| Tomcse Sztojanov         | 2003         |
| Tose Bogdanov            | 1994         |
| Tose Todorovszki         | 1988         |
| Viktor Jordanov          | 2000         |